# Camellia trichoclada
Camellia trichoclada är en tvåhjärtbladig växtart som först beskrevs av Alfred Rehder, och fick sitt nu gällande namn av Chien. Camellia trichoclada ingår i släktet Camellia och familjen Theaceae. Inga underarter finns listade i Catalogue of Life.